# Randowhänge bei Schmölln
Das Naturschutzgebiet Randowhänge bei Schmölln liegt auf dem Gebiet der Gemeinde Randowtal im Landkreis Uckermark in Brandenburg.
Das aus zwei Teilgebieten bestehende Gebiet mit der Kenn-Nummer 1598 wurde mit Verordnung 16. November 2004 unter Naturschutz gestellt. Das rund 158 ha große Naturschutzgebiet erstreckt sich nordöstlich und südöstlich von Schmölln, einem Ortsteil der Gemeinde Randowtal. Östlich fließt die Randow, verläuft die Landesgrenze zu Mecklenburg-Vorpommern und schließt sich das 610 ha große Landschaftsschutzgebiet Radewitzer Heide (im Landkreis Vorpommern-Greifswald; siehe Liste der Landschaftsschutzgebiete in Mecklenburg-Vorpommern) an. Westlich verläuft die Landesstraße L 251, im südlichen Bereich werden die beiden Teilgebiete durch die A 1 und die L 25 voneinander getrennt.